# Olimpiów
Olimpiów – wieś w Polsce położona w województwie łódzkim, w powiecie opoczyńskim, w gminie Mniszków.
| SIMC    | Nazwa       | Rodzaj    |
| ------- | ----------- | --------- |
| 0546147 | Władysławów | część wsi |

W latach 1975–1998 miejscowość położona była w województwie piotrkowskim.
Wierni Kościoła rzymskokatolickiego należą do parafii św. Andrzeja Apostoła w Wójcinie.